# Tuihaleni Kayele
Frank Tuihaleni Kayele (* 12. Februar 1964 in Südwestafrika) ist ein ehemaliger namibischer Langstreckenläufer.
1992 startete er beim olympischen Marathon in Barcelona und belegte Rang 69. Seine Bestzeit im Marathon erreichte Kayele am 25. April des gleichen Jahres mit 2:11:59 Stunden in Swakopmund.
Nach seiner aktiven Karriere absolvierte er unter anderem einen Trainerkurs in Mainz. Er arbeitet (Stand 2020) als Versicherungsvertreter. In seiner Jugend war Kayele ein begeisterter Fußballspieler. Er besuchte die Oshikoto Secondary School. Kayele ist Vater von fünf Kindern.
Kayele wurde vor allem bekannt, als er zu den Feierlichkeiten der Unabhängigkeit Namibias am 21. März 1990 die Freedom Flame, Friedensflamme, entfachten durfte.

“I will never forget the hours before midnight, the stadium was full, the stadium was a riot of colours and celebration, the dancing did not stop and that was the true soul of Namibia.”